# صدربعل (باخرة)
الباخرة صدربعل (بالأحرف اللاتينية: Asdrubal) هي سفينة صهريجية كانت تابعة لشركة قابس كيمياء للنقل، صنعت عام 1982، وبدأت الخدمة في تونس في سبتمبر 1982. بيعت لشركة بانامية وبقي اسمها صدربعل Asdrubal.